# Jaylen Morris
Jaylen Morris (ur. 19 września 1995 w Amherst) – amerykański koszykarz, występujący na pozycji rzucającego obrońcy.
19 lipca 2018 został zwolniony przez Atlantę Hawks.
31 lipca 2018 podpisał umowę z Milwaukee Bucks na występy zarówno w NBA, jak i zespole G-League – Wisconsin Herd.
1 stycznia 2022 zawarł 10-dniową umowę z San Antonio Spurs. Po jej wygaśnięciu opuścił klub.

## Osiągnięcia
Stan na 12 stycznia 2022, na podstawie, o ile nie zaznaczono inaczej.
NCAA II
- Zaliczony do:
  - I składu All-ECC (2017)
  - III składu All-ECC (2016)
  - składu honorable mention konferencji ECC (2015)